# Orvanne (rivière)
Pour les articles homonymes, voir Orvanne.
L'Orvanne est une rivière française coulant sur les départements de l'Yonne et de Seine-et-Marne, affluent du Loing et sous-affluent de la Seine.

## Géographie
La longueur de son cours d'eau est de 38,8 km.
Elle prend sa source au nord de Saint-Valérien et se jette dans le Loing à Moret-Loing-et-Orvanne.
Elle est appelée Ravamus au haut Moyen Âge.

## Communes traversées

### Dans l'Yonne
Saint-Valérien ~ Dollot ~ Vallery

L'Orvanne dans l'Yonne
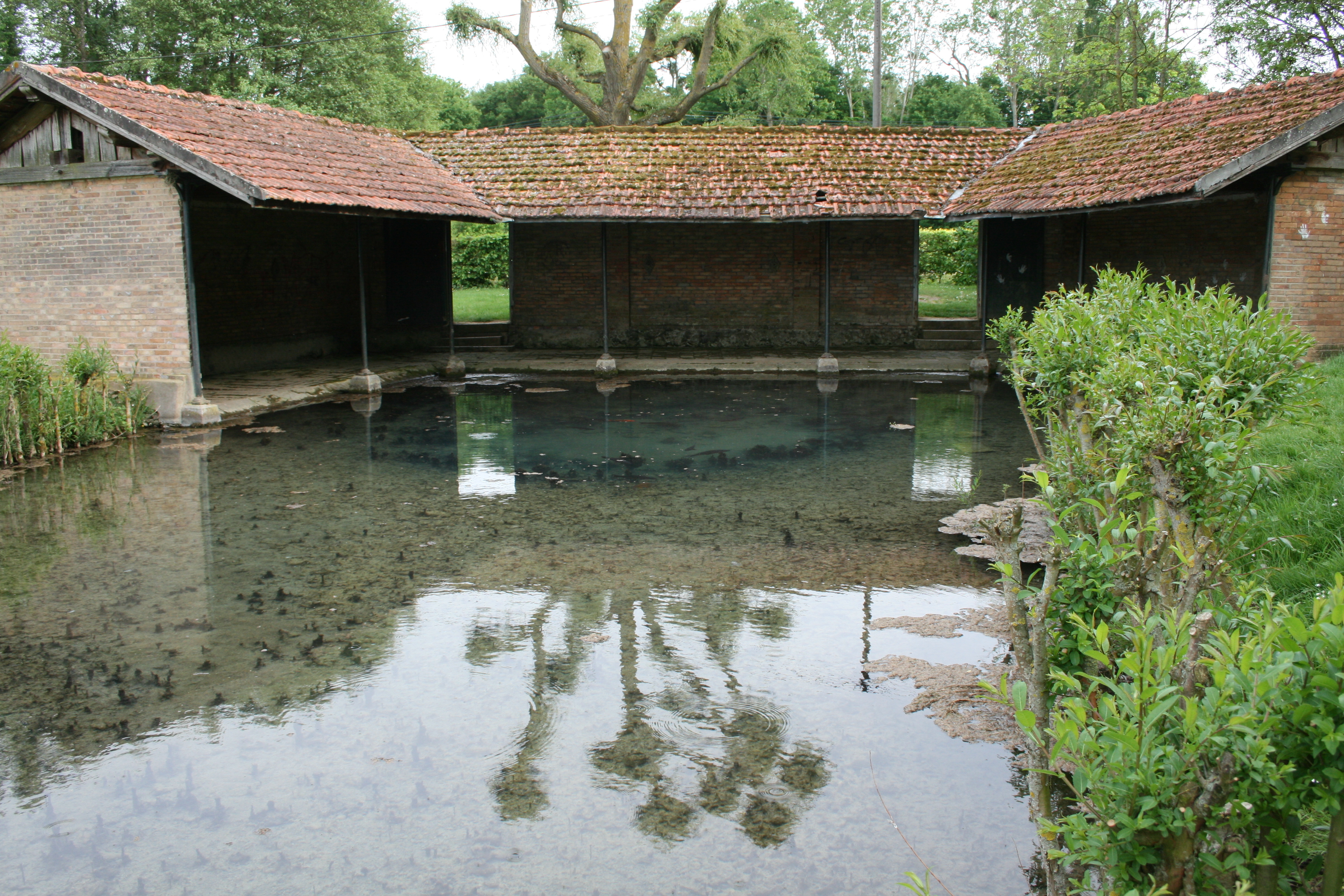
La source de l'Orvanne sur Saint-Valérien. La tache bleuâtre (milieu de la photo) est l'endroit exact de la source.
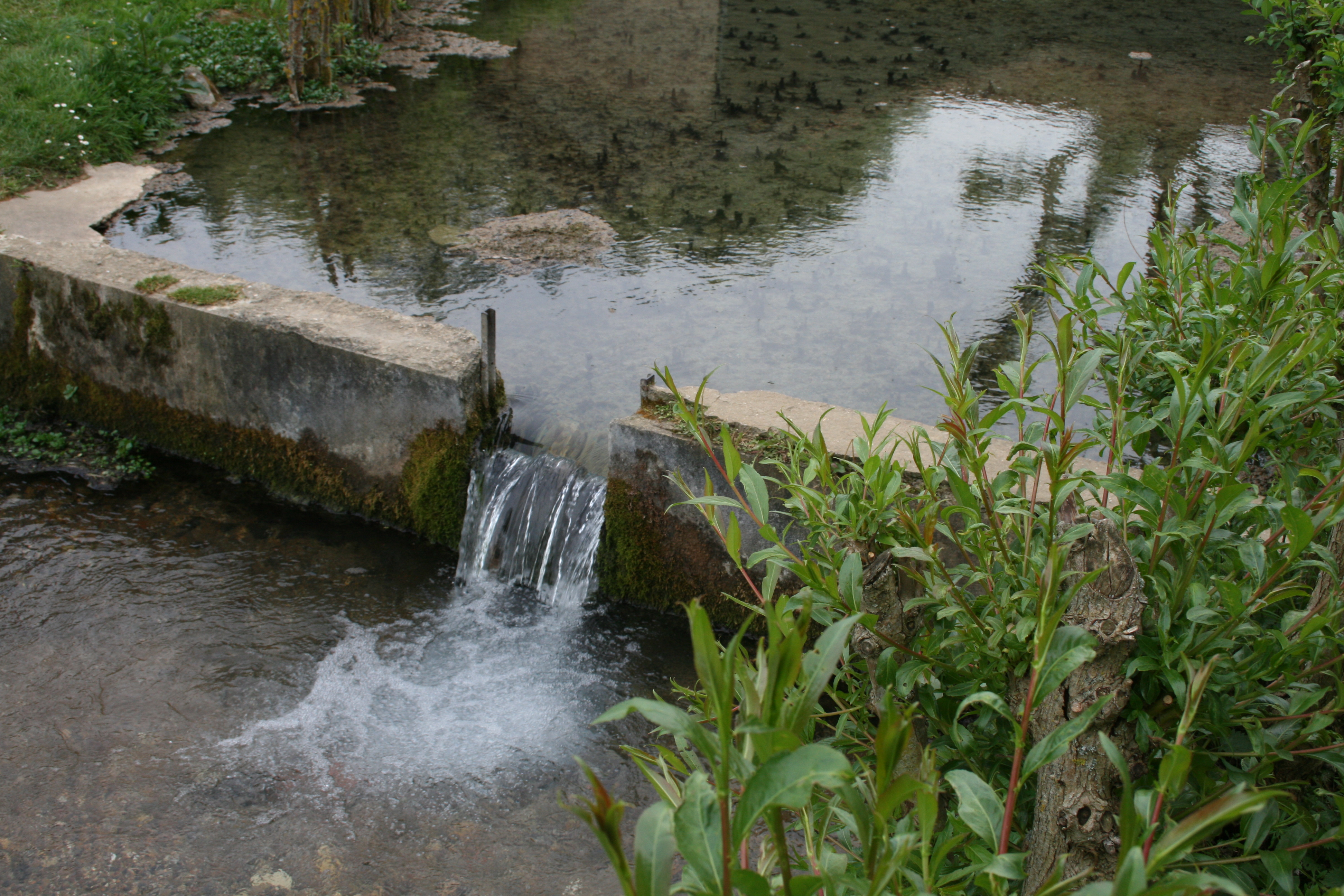
L'Orvanne juste après sa source.

### En Seine-et-Marne
Blennes ~ Diant ~ Voulx ~ Thoury-Férottes ~ Flagy ~ Dormelles ~ Villecerf ~ Moret-Loing-et-Orvanne.

L'Orvanne en Seine-et-Marne
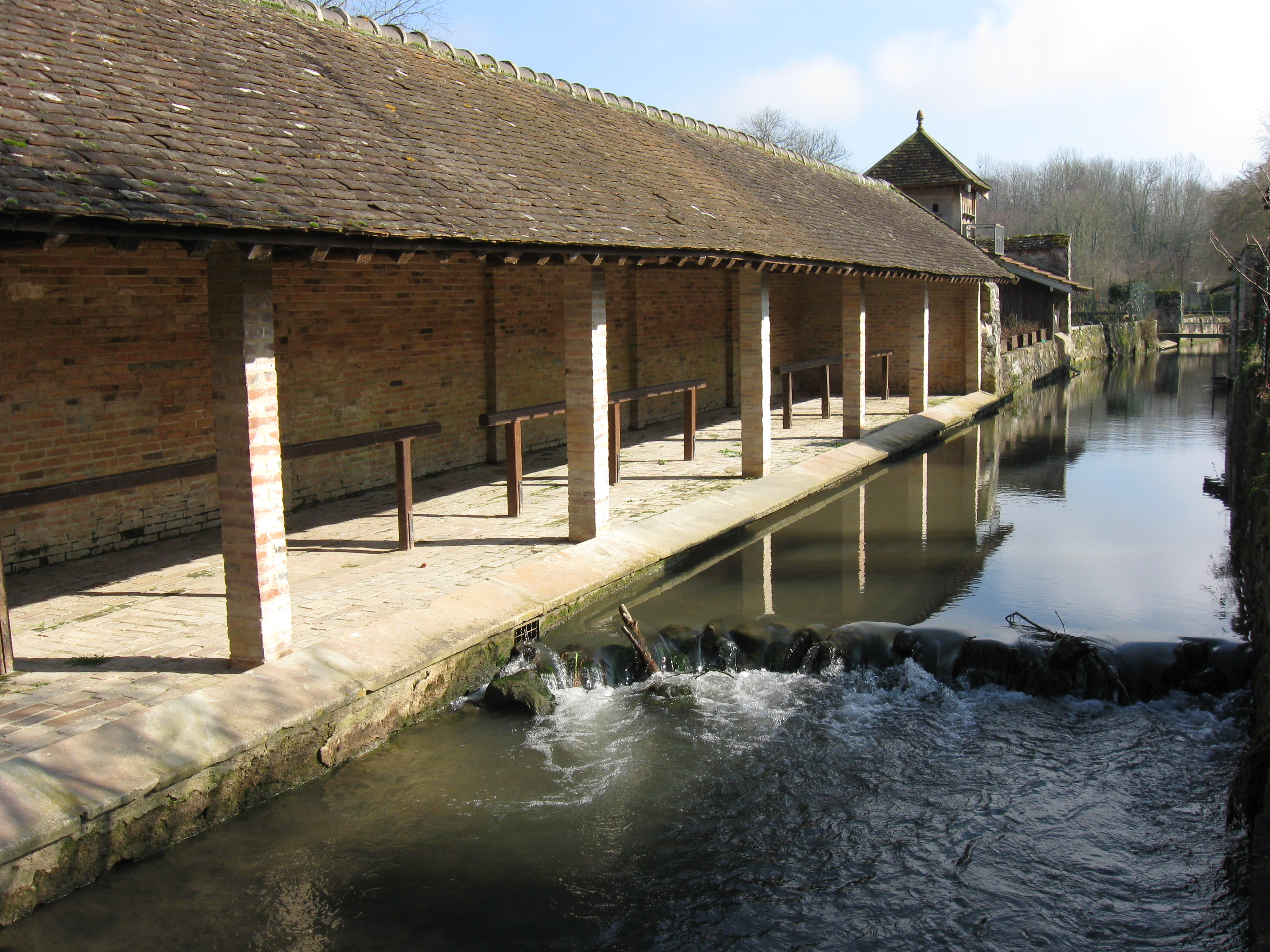
L'Orvanne à Flagy.
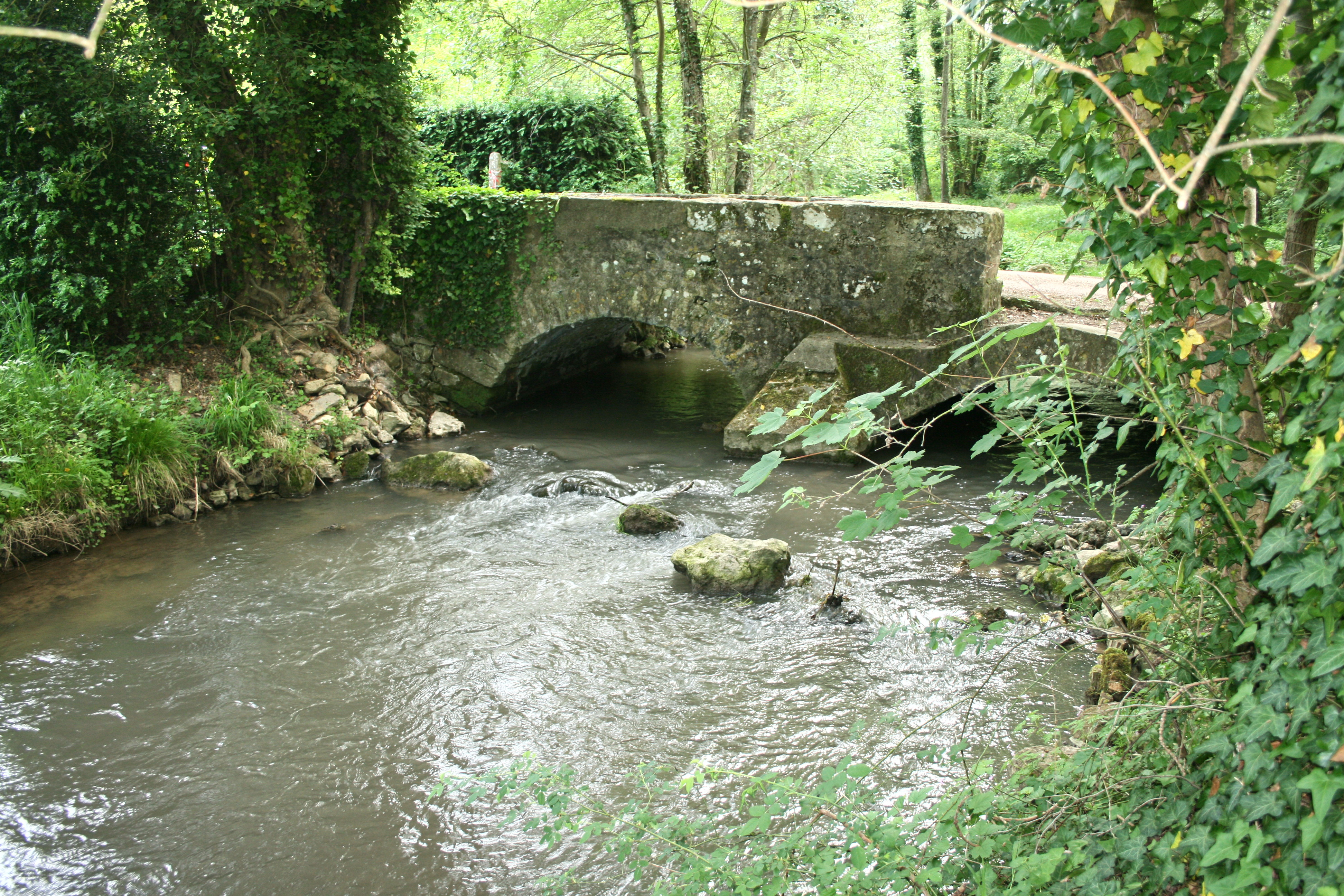
L'Orvanne à Pilliers, à Villecerf.
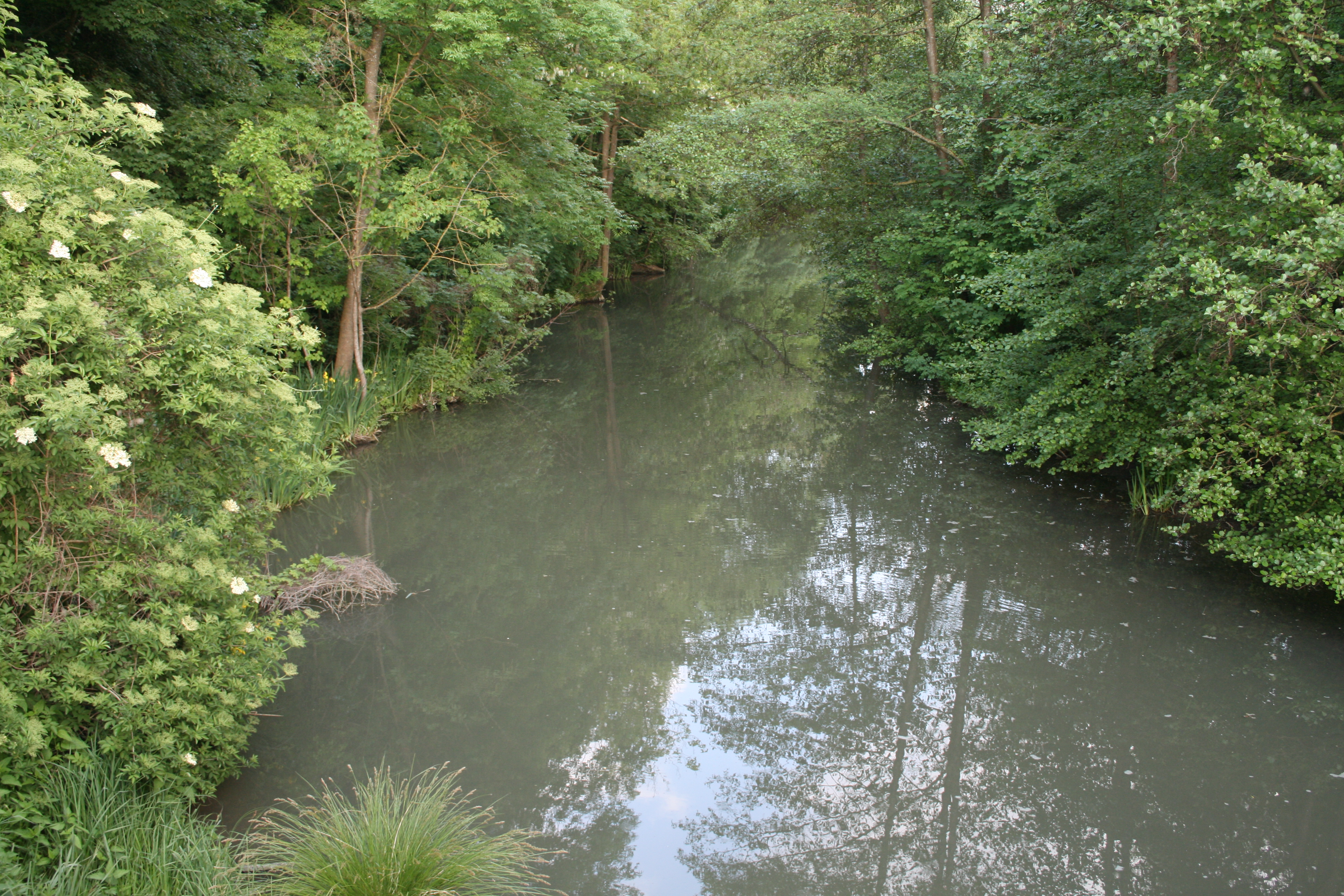
L'Orvanne arrive dans la retenue d'eau, à Écuelles, dans la commune de Moret-Loing-et-Orvanne.
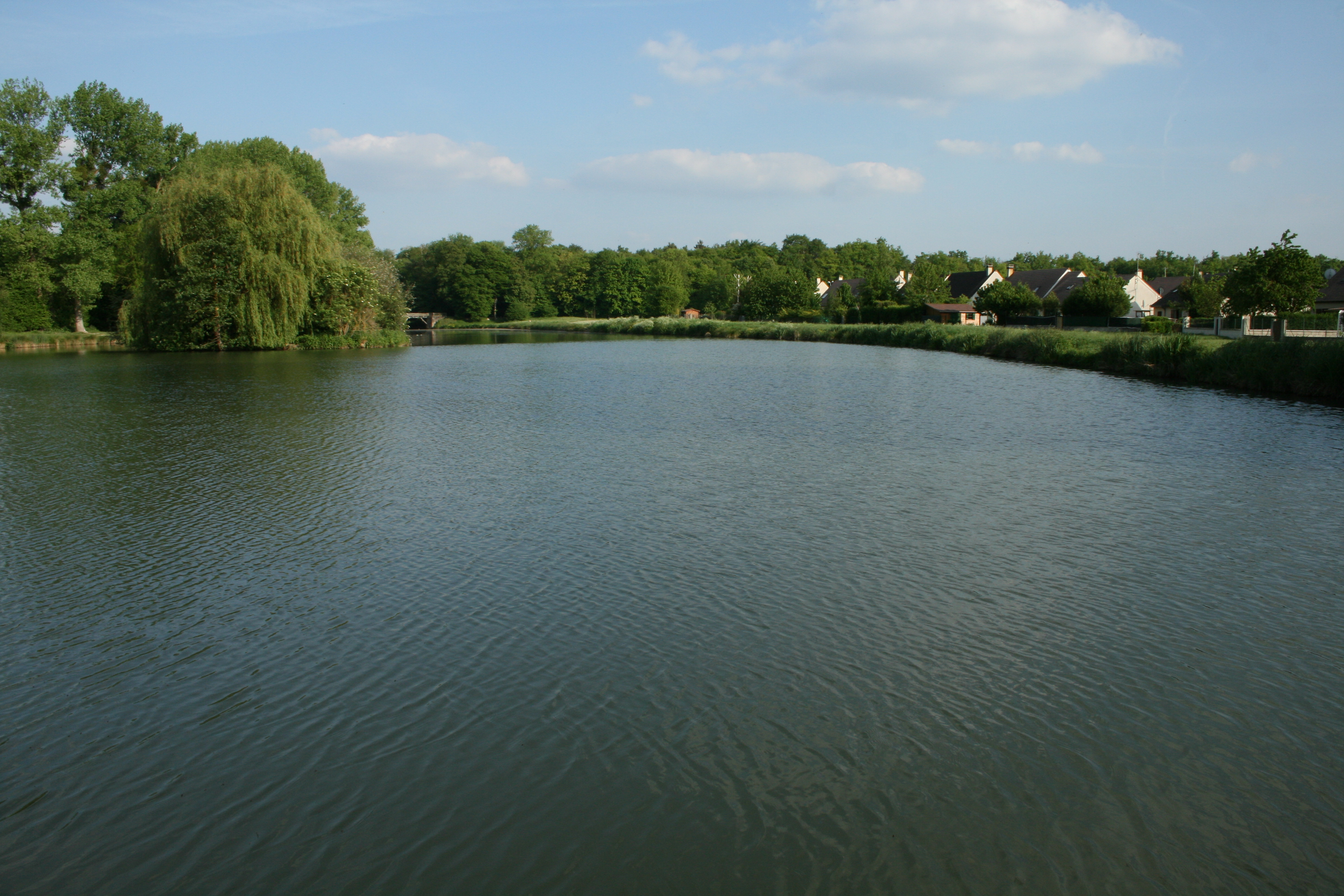
La retenue d'eau d'Écuelles, dans laquelle se déverse l'Orvanne.

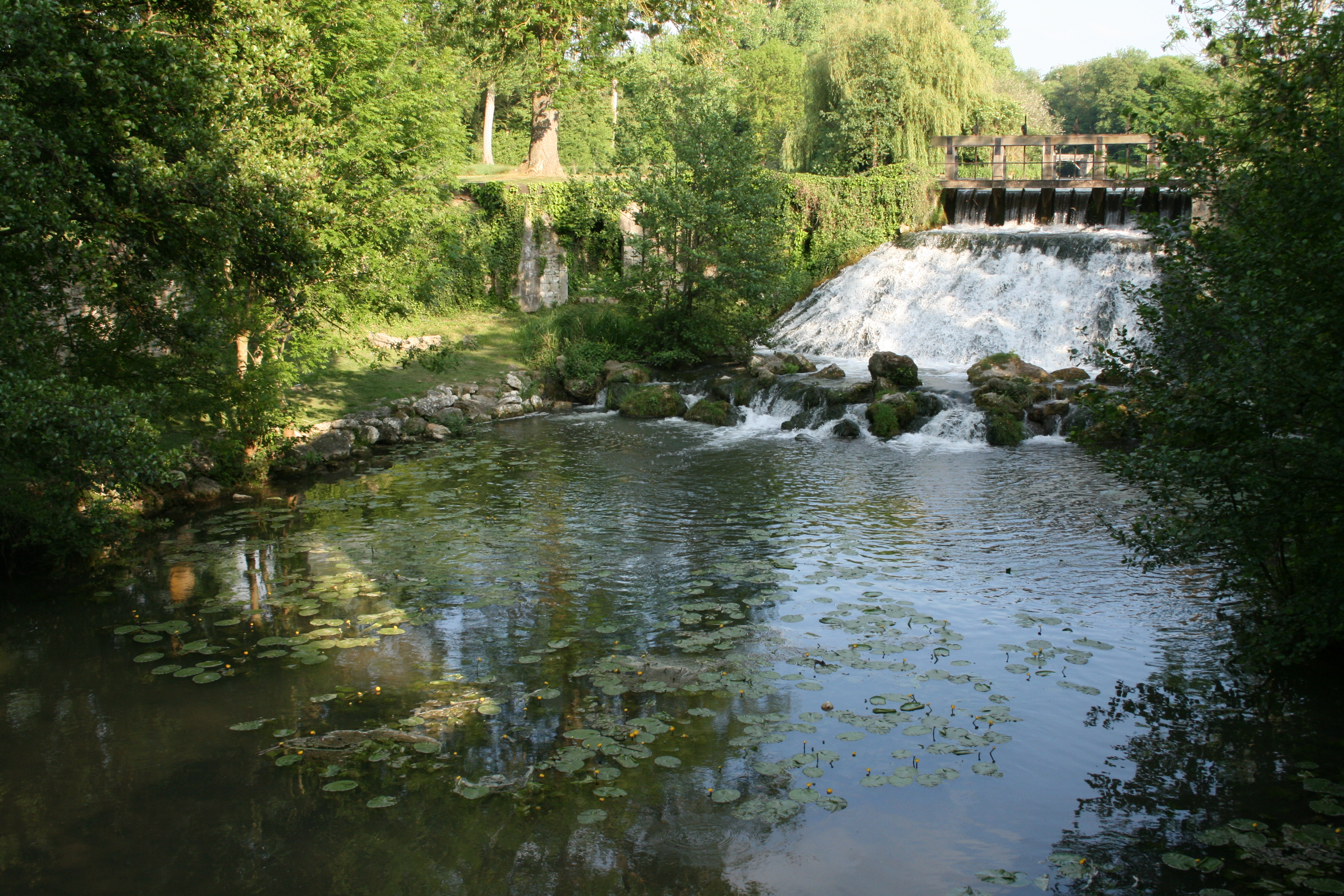
L'Orvanne à la sortie de la retenue d'eau d'Écuelles à Moret-Loing-et-Orvanne.
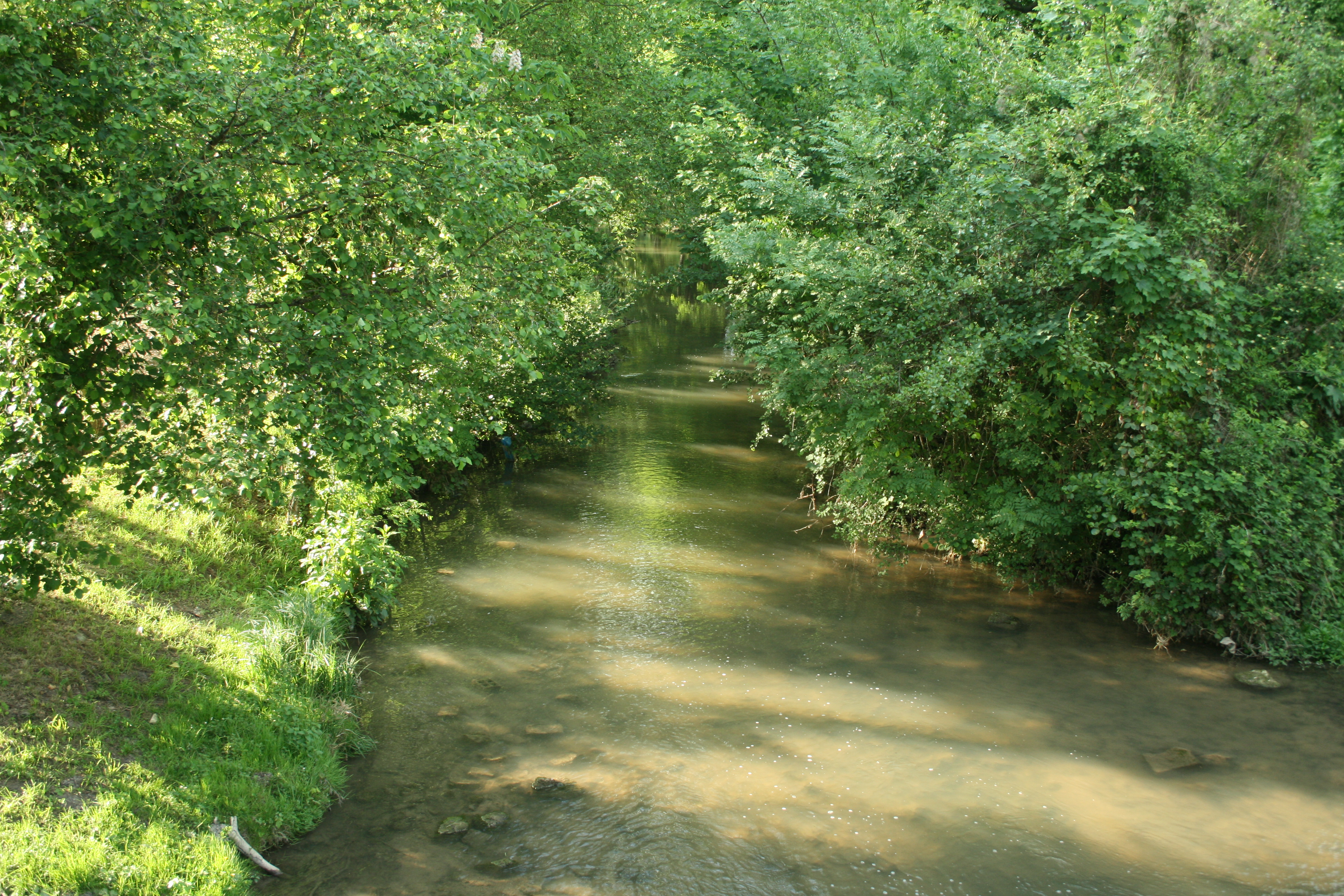
L'Orvanne, environ 10 m en aval de la retenue d'eau d'Écuelles à Moret-Loing-et-Orvanne.
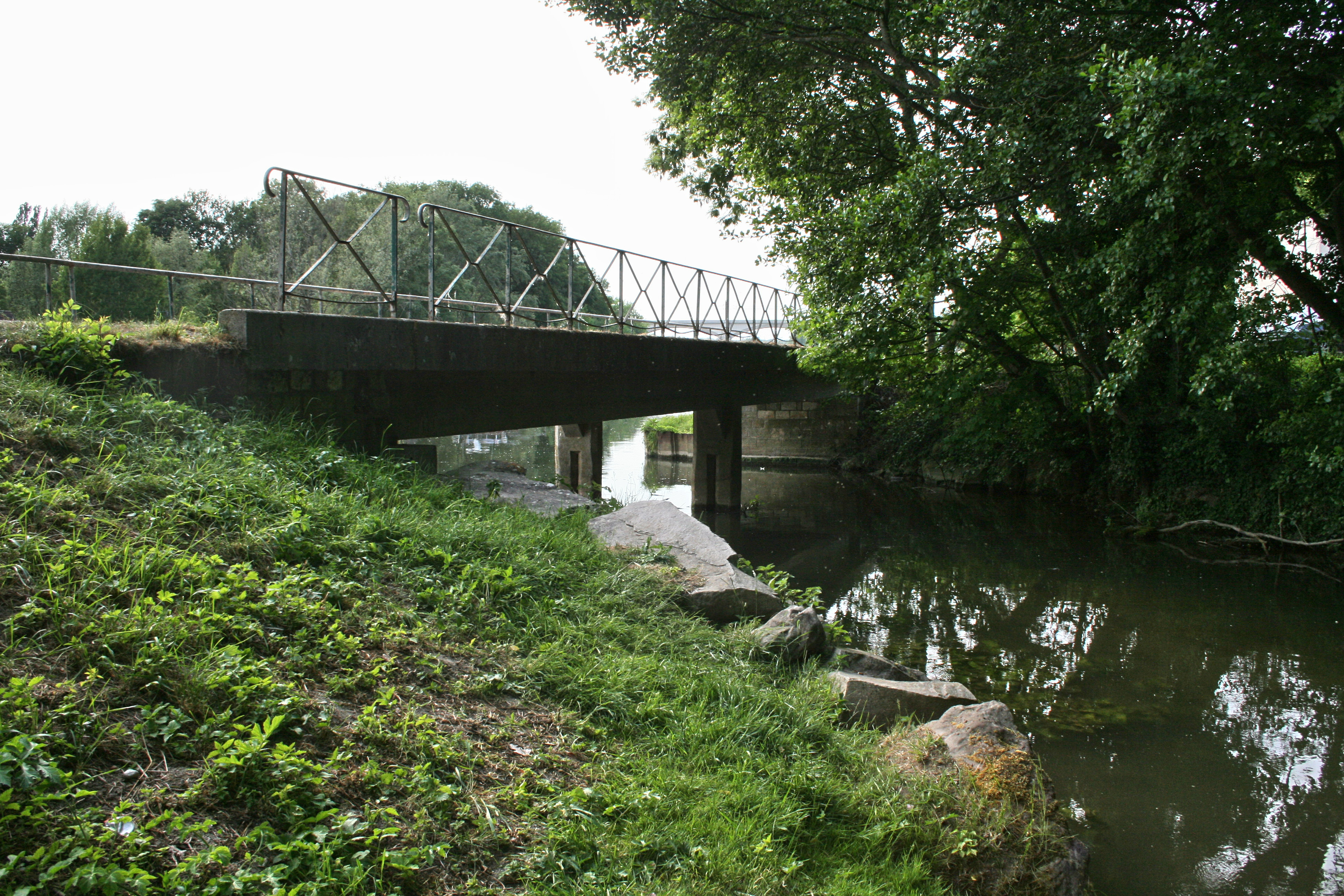
Confluence avec le Loing après le pont de Moret-sur-Loing, à Moret-Loing-et-Orvanne.
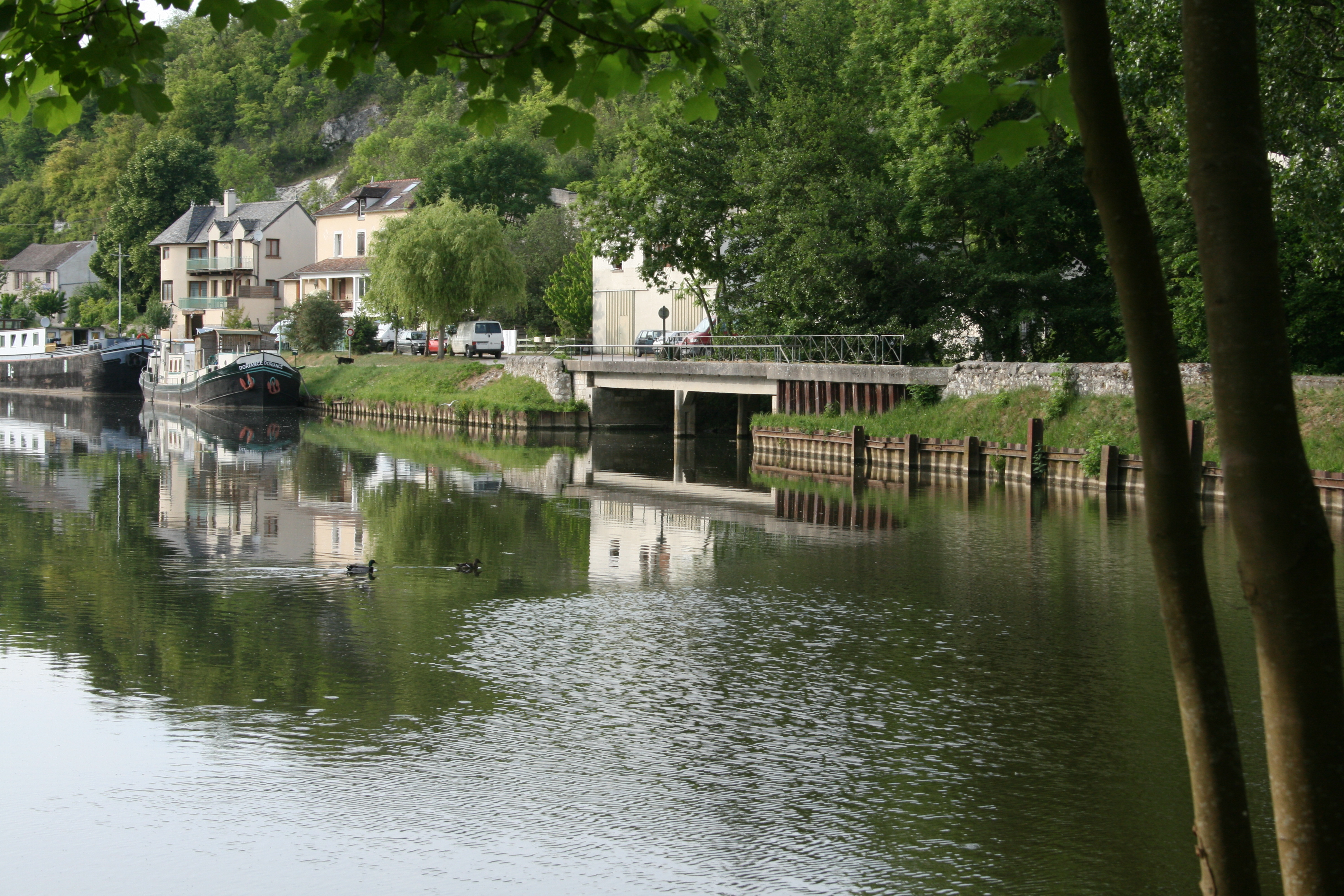
En passant sous le pont, l'Orvanne vient se jeter dans le Loing à Moret-Loing-et-Orvanne.

## Affluent
L'Orval prend naissance à Brannay et se jette dans l'Orvanne à Blennes.

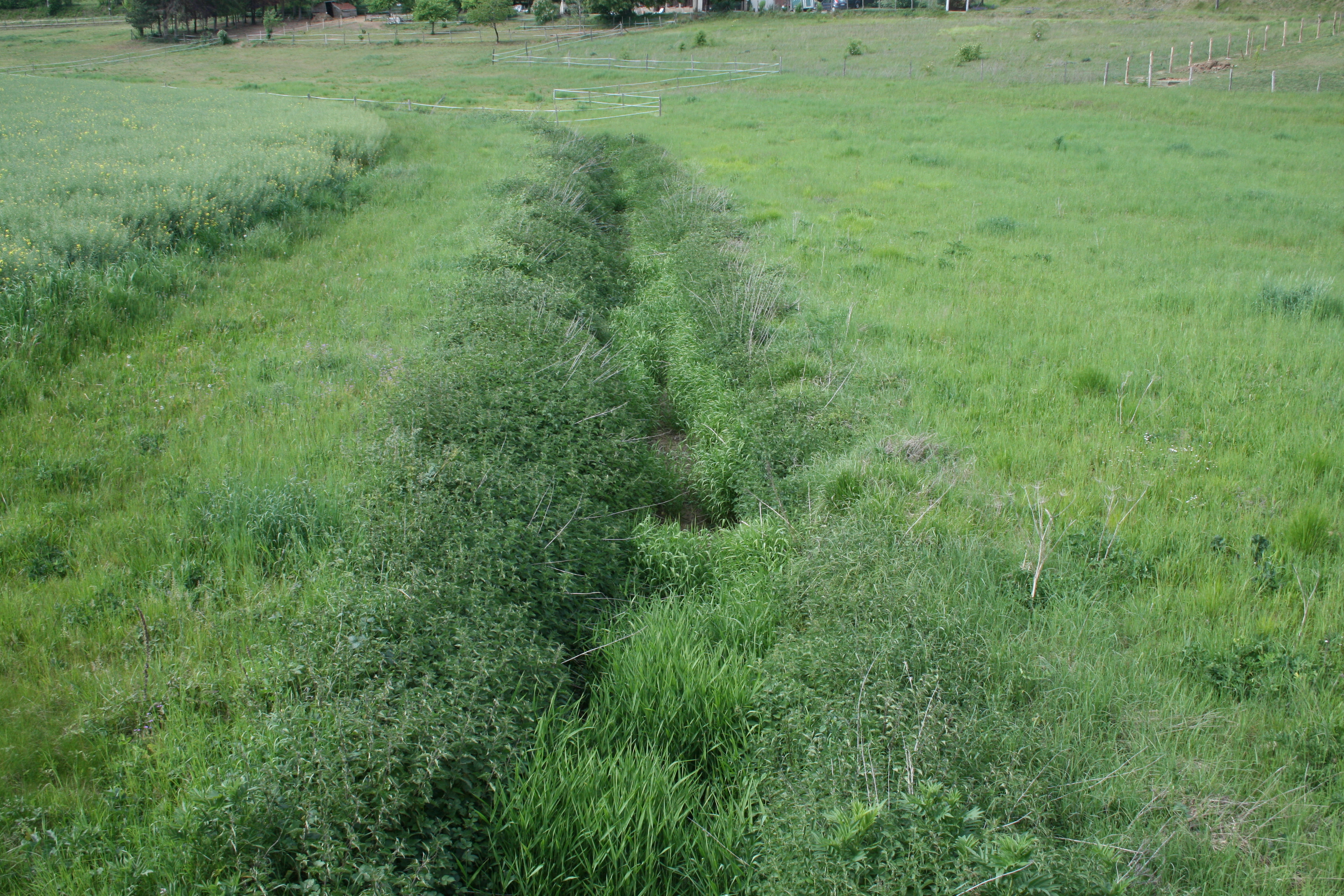
Près de la source de l'Orval, à Lixy (Yonne).
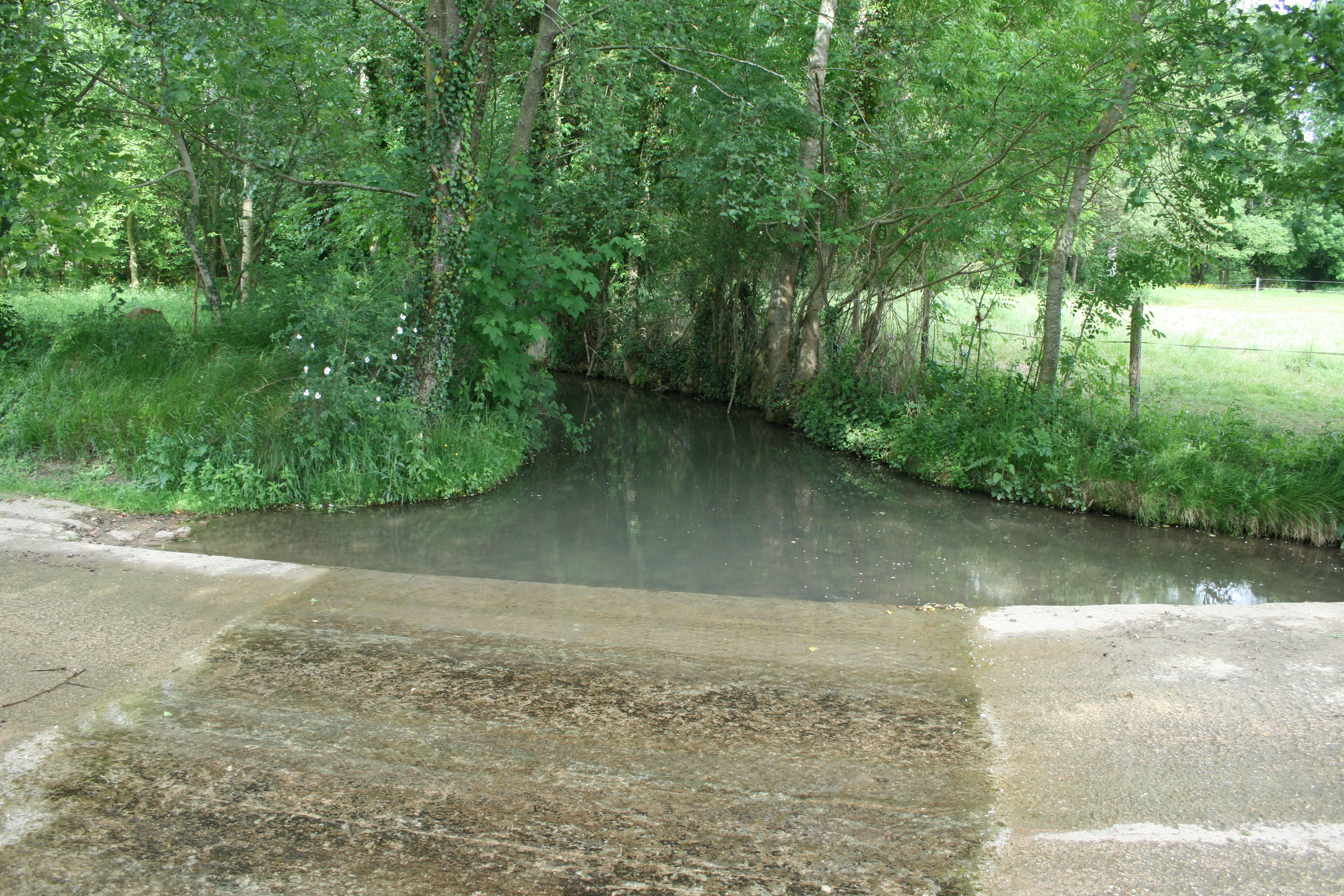
L'Orval au lieu-dit les Bergeries[3], 700 m avant sa confluence avec l'Orvanne.

## Sites touristiques
- Les châteaux de Vallery, Diant et Villecerf.
- L'église de Dormelles.
- Le site préhistorique de Thoury-Férottes.